# Thysanoteuthis rhombus
Thysanoteuthis rhombus é uma espécie de molusco pertencente à família Thysanoteuthidae.
A autoridade científica da espécie é Troschel, tendo sido descrita no ano de 1857.
Trata-se de uma espécie presente no território português, incluindo a zona económica exclusiva.